# Petrobia zachvatkini
Petrobia zachvatkini är en spindeldjursart som beskrevs av Reck och Bagdasarian 1949. Petrobia zachvatkini ingår i släktet Petrobia och familjen Tetranychidae. Inga underarter finns listade i Catalogue of Life.